# MS굵은명조
MS굵은명조는 1972년 최정호가 만든 글꼴이다.
1970년대 후반부터 1990년대까지 인쇄물에 사용됐다. 현재는 쓰이지 않고 있다.

## 같이 보기
- 최정호
- 한글 글꼴
- 서체
- 디자인
- 글꼴
- 글자
- 명조체
- 모리사와
- 샤켄
- 사진식자기
- 활자
- 바탕체
- 글자체
- 한글
- 문자